# Petja i Krasnaja Šapočka
Petja i Krasnaja Šapočka (in russo Петя и Красная Шапочка?, lett. Pierino e Cappuccetto Rosso) è un film d'animazione sovietico del 1958, tratto dalla fiaba di Charles Perrault Cappuccetto Rosso.

## Trama
Il giovane pioniere Petja finisce casualmente all'interno di un cartone animato su Cappuccetto Rosso e si adopera con coraggio per salvare nonna e nipote dal lupo.